# Amida-ji (Minamisōma)

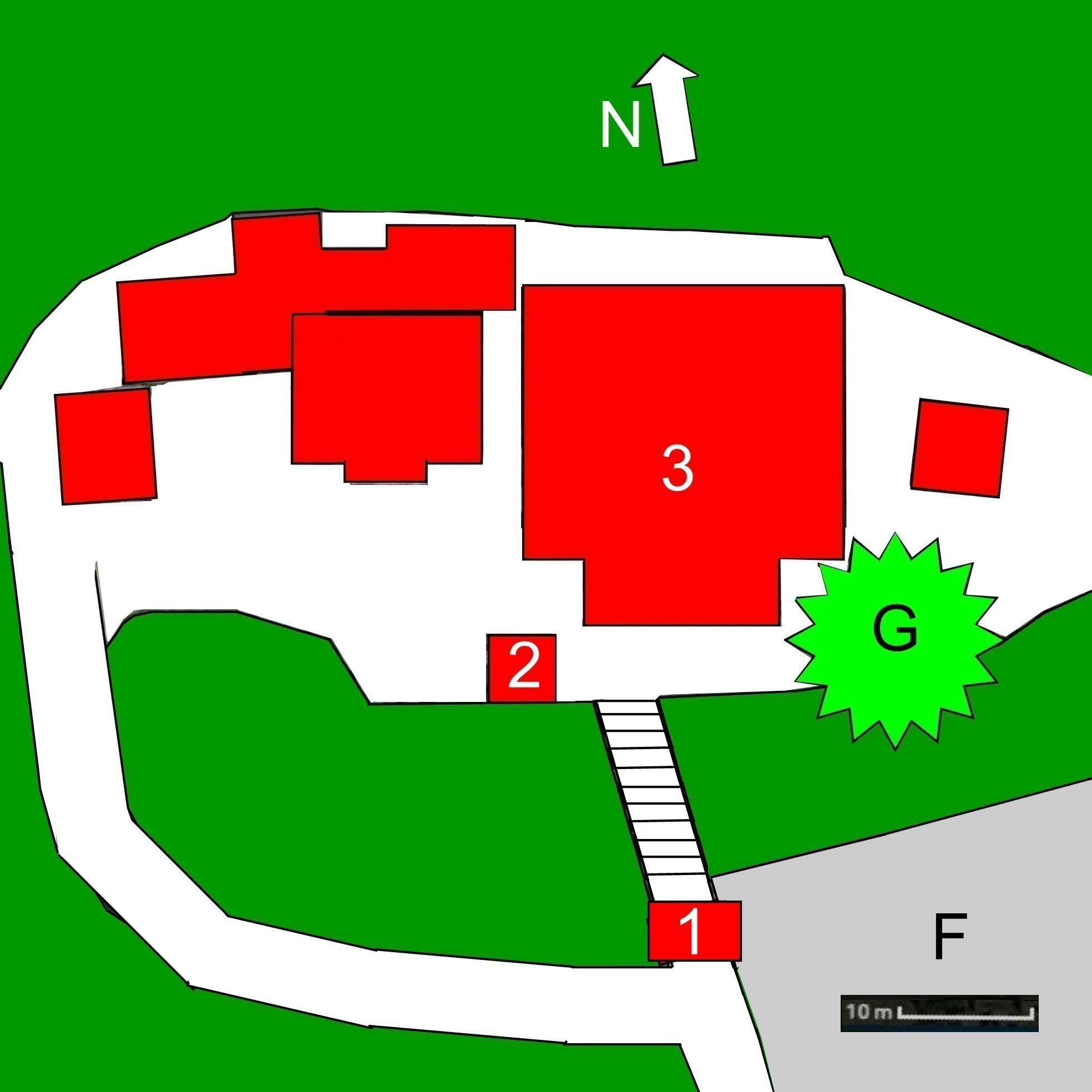
Plan des Tempels (s. Text)

Der Amida-ji (japanisch 阿弥陀寺) mit den Go Chumokusan (中目山) und Ganshōin (岩松院) ist ein Tempel der Jōdo-Richtung des Buddhismus in Minamisōma in der Präfektur Fukushima in Japan.

## Geschichte
Der Amida-ji mit der Hauptkultfigur Amida Nyorai ist ein alter Tempel innerhalb des Sōma-Gebietes. Im Mittelalter waren die Nitta-Iwamatsu (新田・岩松) mächtig in der Gegend, und so wurde der Tempel von Iwamatsu Yoshimasa (岩松 義政) im Jahr 1406 als Begräbnistempel (菩提寺 Bodaiji) der Familie gegründet. Der Tempel hatte großen Anteil an der Verbreitung der Jōdo-Richtung des Buddhismus in dieser Gegend.

## Die Anlage
Das Tempeltor (山門 Sanmon; 1 im Plan) am Fuße der Tempelanlage ist ein Viersäulentor und ist mit einem Satteldach gedeckt. Die Haupthalle (本堂 Hondō; 3) ist mit einem Fußwalmdach und mit Kupferplatten gedeckt. Die Halle erstreckt sich 7 Ken nach hinten, ihre Frontseite hat in der Mitte ein Vordach. Im Glockenturm (鐘楼 Shōrō; 2) hängt eine Glocke aus dem Jahr 1748. Sie ist als Kulturgut der Stadt Minamisōma registriert.
Am Rande der Tempelanlage steht ein großer Ginkgo-Baum (イチョウ Ichō; G), dessen Alter auf 600 Jahre geschätzt wird. Er ist als Naturdenkmal (天然記念物 Tennen kinenbutsu) der Stadt Minamisōma registriert. Unterhalb des Tempels befindet sich der Friedhof (F).

## Schätze des Temples
Eine Hängerolle mit den gestickte Zeichen für Amida (刺繍阿弥陀名号掛幅 Shishū Amida Myōgo Kakefuku) aus der Kamakura-Zeit ist als Wichtiges Kulturgut Japans registriert. Eine Hängerolle (刺繍亜無駄三尊来迎掛幅 Shishū Amida-Sanzon Nyorai Kakefuku), ebenfalls aus der Kamakura-Zeit, und ein Holzschnitt-Porträt des Priesters Hōnen (法然上人像板木, Honen Shōnin-zō Hangi) aus der Muromachi-Zeit sind als Wichtiges Kulturgut der Präfektur registriert.